# Zentrygon lawrencii
La paloma perdiz de Lawrence (Zentrygon lawrencii), también conocida como paloma perdiz morena, paloma perdiz tuxtleña o paloma perdiz sombría, es una especie de ave columbiforme de la familia Columbidae endémica de las tierras altas de América Central, más concretamente de Costa Rica y Panamá. Su hábitat consiste de los bosques húmedos y montanos. No tiene  subespecies reconocidas.